# Construcción del sistema de oleoducto Trans-Alaska
La construcción del Sistema de Oleoductos Trans-Alaska incluyó más de 1.300 km de oleoducto, 12 estaciones de bombeo y un nuevo puerto petrolero. Construido en gran parte sobre permafrost durante 1975-77 entre Prudhoe Bay y Valdez, Alaska, el esfuerzo de 8.000 millones de dólares requirió decenas de miles de personas, a menudo trabajando en temperaturas y condiciones extremas, la invención de técnicas de construcción especializadas y la construcción de una nueva carretera, la Dalton Highway.
El primer tramo de tubería se colocó en 1975, tras más de cinco años de discusiones jurídicas y políticas. Las acusaciones de soldaduras defectuosas suscitaron un intenso escrutinio por parte de observadores locales y nacionales. Creció una cultura en torno a las singulares condiciones de trabajo que conllevaba la construcción del oleoducto, y cada sindicato que trabajaba en el proyecto tenía una función y un estereotipo diferentes. Treinta y dos empleados de Alyeska Pipeline Service Company y trabajadores contratados murieron durante el proyecto. El principal esfuerzo de construcción duró hasta 1977; el primer barril de petróleo se entregó el 28 de julio de ese año. Hasta 1980 se completaron varias estaciones de bombeo más, añadidas a medida que aumentaba el flujo de petróleo.

## Prospección y diseño
En la primavera de 1970 se inició un intenso trabajo de muestreo geológico y reconocimiento del trazado del oleoducto. Se tomaron fotografías aéreas, se examinaron y se detalló un trazado preliminar. Pequeñas partidas de topógrafos visitaron físicamente el trazado y clavaron estacas en el suelo. El trabajo fue difícil: el peligro de los animales obligó a las cuadrillas a ir armadas, y también tuvieron que enfrentarse a la lejanía de la zona y a la escasez de infraestructuras. En algunos lugares, el follaje era tan denso que hubo que talar árboles y el avance se limitó a 6,1 km al día.La ruta topográfica atravesaba varios puertos de montaña: Atigun Pass, Isabel Pass, Thompson Pass y Keystone Canyon. En este último lugar, los topógrafos tuvieron que descender en rápel por acantilados para poder realizar su trabajo.

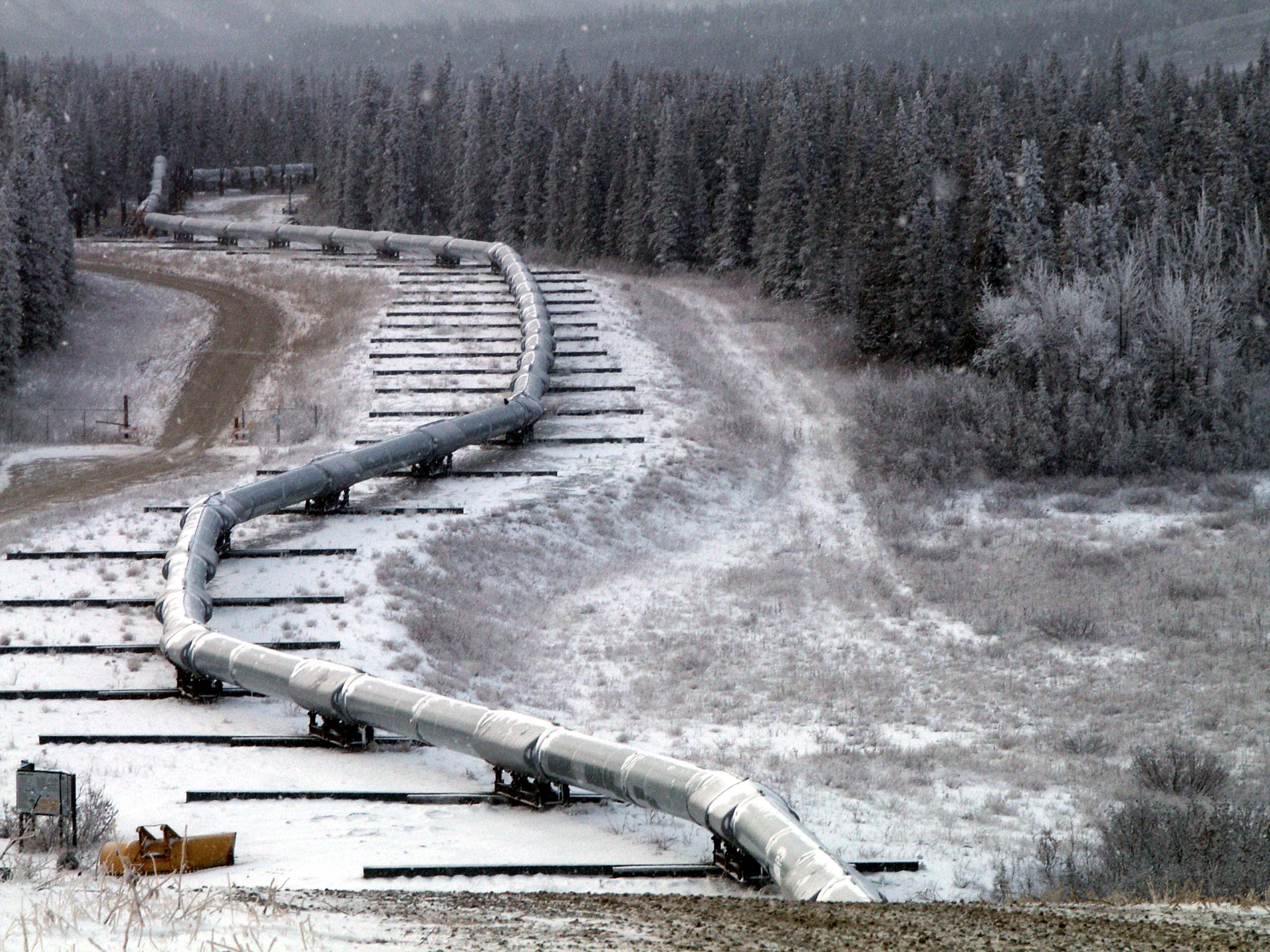
Tubería sobre soportes deslizantes donde cruza la falla Denali

Los topógrafos y planificadores también tuvieron que lidiar con la falla de Denali, una de las principales causas de terremotos, y con grandes cantidades de permafrost. En 1969, el grupo no incorporado Trans-Alaska Pipeline System perforó una serie de muestras de testigos al norte de Brooks Range que demostraron lo omnipresente que estaba el permafrost a lo largo de la ruta. Esto obligó a diseñar un oleoducto elevado, que se probó en un bucle de 300 m (1.000 pies) construido cerca de Barrow. Esta elevación exigía que el oleoducto estuviera aislado, ya que las temperaturas extremadamente frías hacían que el metal se volviera quebradizo, incluso cuando se bombeaba petróleo caliente a través del oleoducto.
Después de que las objeciones ecológicas obligarán a realizar cruces subterráneos del oleoducto (para permitir el paso de los caribúes), los ingenieros desarrollaron un sistema por el cual el suelo cercano al oleoducto se refrigerarían con salmuera fría. Estos tramos refrigerados también se colocarían en zanjas revestidas de espuma de poliestireno y cubiertas de grava por su valor aislante. En total, 5,6 km del gasoducto se construirían bajo tierra de este modo. En otros lugares, la ausencia de permafrost permitió enterrarlo sin necesidad de una planta de refrigeración especial. En todos los tramos del gasoducto se necesitaron grandes cantidades de grava como aislante para evitar que el calor de las estructuras sobre el suelo derritiera el permafrost. También se necesitaba grava para construir la carretera de construcción y mantenimiento, por lo que los topógrafos localizaron 470 emplazamientos en toda Alaska donde se podían encontrar los 65.000.000 yardas cúbicas (50.000.000 m³) de roca necesarios.
La Ley de Autorización de Oleoductos exigía que el oleoducto pudiera resistir el máximo terremoto jamás registrado en la zona donde se construyera. Al cruzar la falla de Denali, se diseñaron deslizadores recubiertos de teflón para permitir que el oleoducto se moviera de lado a lado en caso de terremoto. Para protegerse de las sacudidas hacia delante y hacia atrás y permitir la dilatación térmica, la tubería no se diseñó en línea recta. En su lugar, se diseñó en forma de S, y las curvas permitirían la expansión y el movimiento sin romperse.

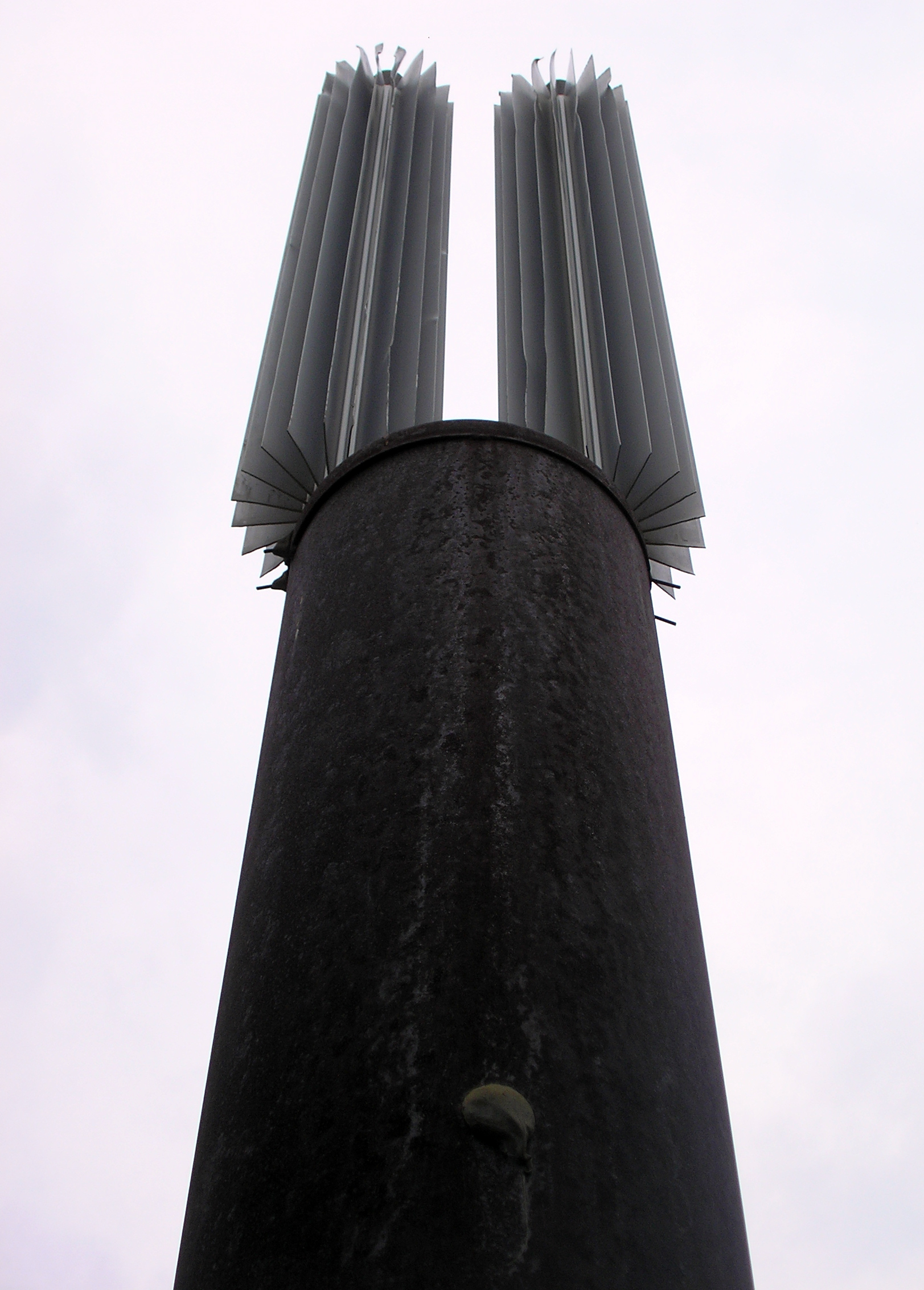
Los radiadores situados encima de las tuberías de calor mantienen congelado el permafrost bajo la tubería

Como la mayor parte de la tubería se construyó sobre el permafrost, cada uno de los tubos que sostienen los tramos elevados de tubería contenía un tubo sellado de amoníaco. Al calentarse el permafrost bajo la tubería, el amoníaco absorbe el calor y asciende hasta un radiador situado en la parte superior de cada montante. El amoníaco se enfría con el aire exterior, se condensa y vuelve a caer al fondo del tubo, donde se repite el proceso.
La ruta trazada cruzaba cientos de arroyos y ríos. Para cruzarlos con el oleoducto, los ingenieros diseñaron "camisas" de hormigón que rodearan el tubo y lo lastraran para que se hundiera hasta el fondo del arroyo o río. Como el petróleo es más ligero que el agua, el oleoducto flotaría sin las camisas de hormigón. No se permitía dragar los ríos ni enterrar el oleoducto en el lecho debido a problemas medioambientales.Bien por miedo a perturbar el curso del río, bien por las características del mismo, se construyeron puentes-tuberías. Los más notables son los que atraviesan el río Yukón y el Tanana. En varios lugares se construyeron puentes para el oleoducto, bien por miedo a perturbar el curso del río, bien por sus características. Para evitar la corrosión en estos entornos húmedos, el oleoducto se diseñó con protección catódica.
En cuanto a la prevención de vertidos, el oleoducto se diseñó con válvulas unidireccionales (para que el petróleo que avanza no pueda filtrarse por un orificio situado detrás de un punto determinado), detección de fugas asistida por ordenador y otras características. El oleoducto se diseñó para que estuviera presurizado, de modo que cualquier fuga se detectara instantáneamente por una pérdida de presión en una de las estaciones de bombeo, que podría hacer sonar una alarma y detener rápidamente el flujo de petróleo.
La propuesta original del oleoducto preveía una capacidad inicial de 0,6 millones de barriles diarios (95.000 m³/d), luego un aumento a 1,2 millones de barriles diarios (190.000 m³/d) al cabo de dos años, y posteriormente otro aumento a 2 millones de barriles diarios (320.000 m³/d) en un plazo indeterminado. Los acontecimientos de la crisis del petróleo de 1973 obligaron a revisar estos planes, y la capacidad inicial se revisó al alza hasta 1,2 millones de barriles diarios (190.000 m³/d). A su vez, esto exigió que ocho estaciones de bombeo (en lugar de las cinco previstas inicialmente) estuvieran listas en el momento de la puesta en marcha, lo que aumentó considerablemente la mano de obra necesaria para la construcción.

### Terminal marítima de Valdez
La terminal marítima de Valdez, el extremo sur del oleoducto, se proyectó en un emplazamiento situado al otro lado del fiordo de Port Valdez. Los estudios iniciales preveían que el lecho rocoso estaría a dos metros bajo la superficie del suelo, pero cuando comenzó la excavación se descubrió que el lecho rocoso estaba en realidad a dos metros, lo que obligó a retirar 15.000.000 yardas cúbicas (11.000.000 m³) de sobrecarga. La terminal se diseñó con cuatro atracaderos para petroleros y espacio para un quinto en caso necesario. Se proyectaron tanques de retención con una capacidad igual a la del oleoducto, lo que permitiría vaciar todo el oleoducto en caso necesario. Tal y como exigía la Ley de Autorización de Oleoductos, también hubo que diseñar un sistema de filtración del agua de lastre. Este sistema elimina el petróleo del agua de lastre de los petroleros para que no se vierta en Prince William Sound, algo que los pescadores temían cuando se propuso el oleoducto.

## Preparación

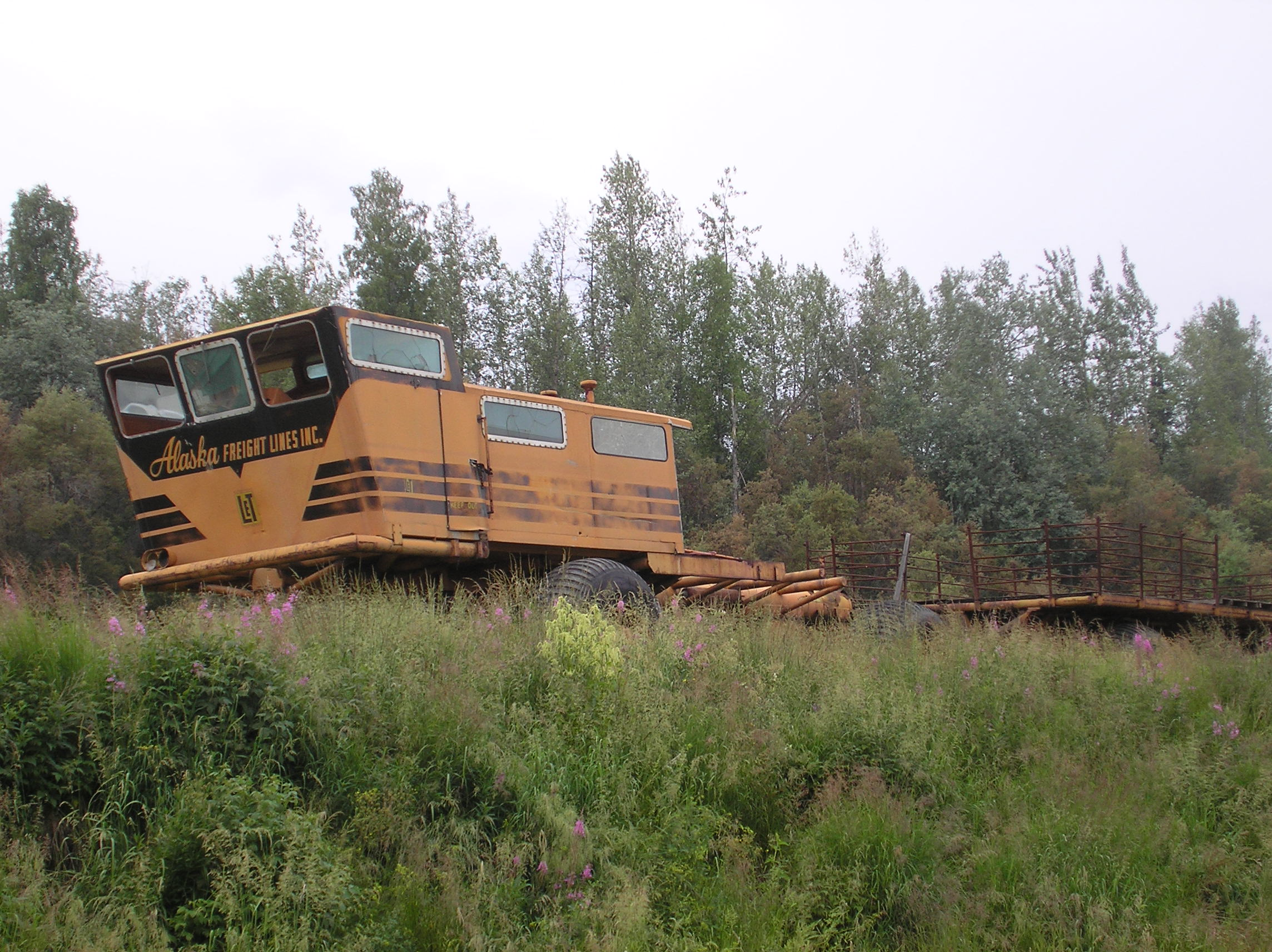
Antes de la construcción de la autopista Dalton, se necesitaban vehículos especiales como el Sno-Freighter para llevar suministros al norte del río Yukón

Poco después de firmarse el permiso, convoyes de equipos en tractores de nieve empezaron a dirigirse al norte, utilizando carreteras de nieve endurecida y un puente de hielo sobre el río Yukón para llegar a los siete campamentos de construcción que llevaban inactivos desde 1970. En los 83 días que transcurrieron desde mediados de enero hasta que la nieve y el hielo se derritieron a mediados de abril, 680 trabajadores trasladaron 34.000 toneladas cortas (31.000.000 kg) a los siete campamentos, y construyeron cinco campamentos más y cinco pistas de aterrizaje provisionales.
En febrero, mientras el puente de hielo y la carretera de nieve transportaban vehículos oruga hacia el norte, Alyeska adjudicó un contrato para diseñar la carretera de construcción y mantenimiento, que se adjudicó a Michael Baker, Jr, Inc, una empresa de Pensilvania. Para que la carretera y el oleoducto cruzaran el río Yukón, el estado de Alaska diseñó el puente sobre el río Yukón E. L. Patton y pagó dos tercios de su coste. El tercio restante lo pagó Alyeska, y el puente lo construyó Manson-Osberg-Ghemm. El 5 de abril se eligieron los contratos para construir la carretera. En total, la construcción de la nueva autopista Dalton costó 185 millones de dólares, y cuatro empresas se repartieron ese coste. La construcción de la autopista Dalton comenzó el 29 de abril y, en su punto álgido, Alyeska y los cuatro subcontratistas contaban con más de 3.400 trabajadores desplegados desde el río Yukón hasta la bahía de Prudhoe. Se creó un transporte aéreo masivo para abastecer la construcción de la carretera; se necesitaron más de 700 vuelos diarios - 170.000 en total - antes de que la carretera estuviera terminada el 29 de septiembre. En sólo 154 días, se había construido una carretera de grava de 360 millas. Quedaba pendiente la nivelación final y la construcción de más de 20 pequeños puentes permanentes, pero en noviembre, la carretera estaba abierta al tráfico cruzando el río Yukón por otro puente de hielo.

### Dirección
Para supervisar la construcción del oleoducto, Alyeska nombró a dos contratistas de gestión de la construcción encargados de supervisar a todos los demás subcontratistas del proyecto. Bechtel Corporation, de San Francisco, fue nombrada contratista de gestión del oleoducto y Fluor Alaska Inc, una división de Fluor Corp, fue nombrada contratista de gestión de las estaciones de bombeo y de la terminal marítima de Valdez, que era la sección más compleja del oleoducto, ya que implicaba el trasvase de petróleo del oleoducto a petroleros marítimos.
Ninguna de las dos empresas se encargó de la construcción. El trabajo se encomendó a una serie de subcontratistas, cada uno de los cuales era responsable de una (o dos) de las seis secciones del oleoducto (siete, si se incluye la terminal marítima). La licitación de los trabajos de subcontratación se abrió a finales de marzo y los contratos se anunciaron el 12 de junio de 1974.
Para la Sección Uno, que cubría 246 km desde Valdez hasta el campamento del oleoducto de Sourdough, se adjudicó el contrato a River Construction Corporation, una división de Morrison-Knudsen. Para la Sección Dos, que cubría 240 km desde Sourdough hasta el norte de Delta Junction, se adjudicó el contrato a Perini Arctic Associates, una empresa conjunta de Perini Corporation, Majestic Construction, Wiley Oilfield Hauling Ltd. y McKinney Drilling Company, y McKinney Drilling Company. El Tramo Tres cubría 144 millas (232 km) desde Delta Junction, pasando por Fairbanks, y casi hasta el Yukón. El contrato para este tramo se adjudicó a H.C. Price, un grupo formado por H.C. Price Company (conocida habitualmente como PPCO), R.B. Potashnick, Codell Construction Company y Oman Construction Company.
El tramo cuatro comprendía 230 km (143 millas) desde el sur del Yukón hasta Coldfoot. Se contrató a Associated-Green, un grupo formado por Associated Pipeline Contractors, Inc. y Green Construction Company. El grupo también fue uno de los principales contratistas de la construcción de la autopista Dalton. El tramo cinco cubría la distancia entre Coldfoot y el campamento del oleoducto de Toolik, y el tramo seis iba de Toolik a Prudhoe Bay. Juntos, los dos tramos cubrían 340 km (210 millas), y ambos estaban bajo la supervisión de Arctic Constructors, una empresa de Brown & Root Inc., Ingram Corporation, Peter Kiewit Sons Inc., Williams Brothers Alaska, Inc. y H.B. Zachry Company.
En Valdez, donde Fluor tenía la supervisión, el trabajo también se dividió entre varios contratistas. Morrison-Knudsen se encargó de preparar el terreno. Chicago Bridge & Iron Company construyó los parques de tanques, Kiewest (una empresa de Peter Kiewit Sons y Willamette-Western Corporation) construyó los atracaderos para los camiones cisterna y General Electric aisló las tuberías. Fluor también supervisó la construcción de las estaciones de bombeo, que generalmente fueron construidas por los contratistas que trabajaban en una sección específica del oleoducto.

Mapa del oleoducto Trans-Alaska con las estaciones de bombeo y los campamentos de construcción identificados

### Campamentos del oleoducto
Cuando se anunciaron los contratos, Alyeska ya tenía 12 campamentos de construcción del oleoducto construidos o en construcción, pero todos ellos estaban al norte del Yukón y había que construir campamentos a lo largo de todo el proyecto. Alyeska planificó 29 campamentos de construcción, pero se crearon 31.Siete se construyeron a lo largo del oleoducto al sur del Yukón, y uno en cada una de las 12 estaciones de bombeo a lo largo de la ruta.
Los campamentos se construyeron sobre gruesos lechos de grava colocados para aislar el permafrost subyacente y evitar la contaminación. Una vez finalizado el proyecto de construcción, se retiró la grava, con lo que teóricamente se eliminaron las fugas de petróleo y otros tipos de contaminación. Sobre la grava se construyeron edificios modulares prefabricados que se transportaron en avión o en camión por la autopista Dalton. Las estructuras estandarizadas podían albergar a 28 personas, y normalmente se atornillaban dos para crear dos "alas". Todos eran de una sola planta, salvo en Valdez y en los campamentos de la estación de bombeo, donde los módulos se colocaban unos encima de otros por motivos de espacio. Además del aislamiento de grava, tanto los edificios como los conductos de los servicios públicos se elevaban por encima del suelo para evitar el calentamiento del permafrost.
Los campamentos albergaban desde 250 personas (en cada estación de bombeo) hasta 3.500 (en Valdez)La construcción de un campamento típico de estación de bombeo costó 6 millones de dólares, mientras que la de los campamentos típicos de la línea principal costó unos 10 millonesLos campamentos tenían camas para 16.500 trabajadores y los trabajadores los llamaban colectivamente "Ciudad Flaca". El nombre se debía a que la "ciudad" tenía 800 millas (1.300 km) de largo, pero sólo unos cientos de metros de ancho.
El cuartel general de la construcción se encontraba en Fort Wainwright, cerca de Fairbanks, donde Alyeska alquiló terrenos y edificios al ejército estadounidense. Los barracones vacíos se convirtieron en viviendas y las oficinas desocupadas se cedieron a los trabajadores petroleros. A medida que aumentaba el tráfico aéreo, Alyeska dispuso el uso del aeródromo de Fort Wainwright para aliviar la carga del aeropuerto internacional de Fairbanks. El campamento de Wainwright fue el único que no utilizó edificios prefabricados.

## Trabajadores
El sistema de oleoductos Trans-Alaska se construyó íntegramente con mano de obra sindicada. Como la construcción estaba en declive en todo Estados Unidos, el oleoducto atrajo a trabajadores de todo el país. Estos trabajadores tuvieron que seguir un estricto proceso de contratación basado en la antigüedad sindical y en la mano de obra que se necesitaba. Se dio prioridad a la contratación de residentes y nativos de Alaska, así como de mujeres, que se consideraban minoría, y el acuerdo laboral entre Alyeska y los sindicatos prohibía las huelgas. A cambio de cumplir estas restricciones, los trabajadores recibían un salario muy alto y prestaciones adicionales.Según el contrato laboral, se garantizaba a todos los trabajadores 40 horas semanales de sueldo, incluso si el tiempo hacía imposible el trabajo. Además, los subcontratistas tenían contratos de coste incrementado con Alyeska para la dotación de personal, por lo que no había incentivos para mantener bajos los niveles de personal. Estos factores hicieron que a menudo se asignara a un trabajo más personal del que había para intentar recuperar el tiempo perdido por los retrasos meteorológicos. En el punto álgido de la construcción, en otoño de 1975, más de 28.000 personas trabajaban en el oleoducto. Entre el 14% y el 19% de los trabajadores pertenecían a minorías y entre el 5% y el 10% eran mujeres. Debido a la elevada rotación de personal en el proyecto, más de 70.000 personas trabajaron al menos en una parte del oleoducto.

### Soldadores
Los soldadores que trabajaron en el oleoducto procedían del sindicato Pipeliners Local 798 de Tulsa, Oklahoma, especializado en proporcionar soldadores para proyectos de oleoductos a gran escala. Los miembros de la United Association of Journeymen and Apprentices of the Plumbing, Pipefitting and Sprinkler Fitting Industry of the United States and Canada realizaron todas las soldaduras que no formaban parte del oleoducto propiamente dicho, incluidas las estaciones de bombeo, las tuberías de alimentación y el trabajo en la terminal marítima de Valdez.Los soldadores eran los mejor pagados de todos los trabajadores del oleoducto, con una tarifa normal de 18,25 dólares por hora. Para ser contratados en el proyecto del oleoducto, los soldadores tenían que pasar por un intenso proceso de certificación que incluía una serie de soldaduras de prueba. Si un soldador fallaba alguna de las soldaduras de prueba, no era contratado y no se le permitía volver a intentarlo durante varias semanas.
La mayoría de los 798 se caracterizaban por su acento sureño, sus botas de vaquero y sus singulares gorros de soldador. Eran los únicos que soldaban los tubos de 48 pulgadas (120 cm) de la tubería principal, y los observadores externos los calificaban de arrogantes y "paletos". Un ejemplo de su actitud fue cómo afrontaron la situación relativa al almuerzo, a finales de 1975. Alyeska había dicho que proporcionaría almuerzos calientes en la medida de lo posible, pero en realidad acababa siendo quien trabajaba más cerca de los campamentos, mientras que los que trabajaban más lejos llevaban almuerzos en bolsas a su lugar de trabajo. Tras las quejas por lo injusto de esta política (ya que algunos sindicatos se veían mucho más favorecidos que otros), Alyeska decidió que nadie recibiría almuerzos calientes. Pero entonces los soldadores de la 798 empezaron a cocinar sus propios almuerzos (en contra de las normas del campamento) utilizando filetes sacados de los congeladores de la cocina en parrillas improvisadas cuyos quemadores eran sus sopletes de acetileno Como declaró un compañero soldador en aquella época: "Coge al típico soldador del oleoducto 798 y dale de beber, y probablemente te dirá que es el mejor regalo de Dios para la soldadura" Esta actitud generó el resentimiento de otros trabajadores del oleoducto, y el conflicto provocó reyertas a gran escala. En algunos casos, la policía del Estado de Alaska tuvo que desplazarse a los campamentos del oleoducto para disolver pequeños disturbios. Hacia el final del proyecto del oleoducto, se produjeron una serie de pegatinas para el parachoques con el lema "La felicidad son 10.000 Okies yendo hacia el sur con un tejano bajo cada brazo".

### Teamsters
El sindicato Teamsters fue, con diferencia, el mayor y más notable contribuyente de trabajadores al proyecto del oleoducto. Los Teamsters trabajaron en los aspectos de transporte y suministro del proyecto. Todos los camiones eran conducidos por Teamsters, los almacenes de suministros eran gestionados por Teamsters, y los autobuses que transportaban a los trabajadores de los campamentos a los lugares de trabajo eran gestionados por Teamsters.El Local 959 de Teamsters, con más de 23.000 empleados en su momento álgido, era con diferencia la fuerza laboral más dominante en el proyecto del oleoducto.Hubo frecuentes acusaciones de corrupción por parte de Teamsters en el proyecto, y el Anchorage Daily News ganó un Premio Pulitzer por una serie de 15 partes sobre el auge del Local 959 y su influencia en la política estatal.Las reiteradas acusaciones de vínculos con el crimen organizado nunca fueron respaldadas por pruebas, pero dos dirigentes de los Teamsters fueron asesinados en 1976 mientras investigaban actividades de narcotráfico en el proyecto del oleoducto. Los trabajadores de los Teamsters negaron rotundamente cualquier implicación con el crimen organizado y señalaron el hecho de que el 80% de los Teamsters del proyecto tenían títulos universitarios o experiencia profesional y de gestión.
El control de los Teamsters sobre las herramientas y equipos de los almacenes que dirigían provocó conflictos con otros trabajadores. En algunos casos, los Teamsters fueron agredidos por trabajadores de otros sindicatos. En otros casos, los Teamsters utilizaron su posición para obtener concesiones de Alyeska y los subcontratistas. Aunque se les prohibió hacer huelga, se les permitió interrumpir el trabajo para celebrar reuniones de seguridad, y esta excusa se utilizó en un puñado de ocasiones.La más notable fue en febrero de 1975, tras una serie de graves accidentes de camiones en la autopista Elliott, que conectaba con la recién construida Dalton. La Elliott, que no había sido mejorada, era un camino traicionero para los camiones que transportaban tuberías de 24 m (80 pies). Después de que sus intentos de conseguir que Alyeska mejorara la carretera fueran rechazados, el líder de los Teamsters, Jesse Carr, detuvo todo el tráfico de camiones en el estado durante cuatro días de reuniones sobre seguridad. Alyeska y el Estado prometieron mejorar la carretera y el tráfico se reanudó.

### Operadores
El Sindicato Internacional de Ingenieros de Explotación (abreviado Operators) representaba a los hombres y mujeres que se sentaban a los mandos de la maquinaria pesada utilizada en la construcción del oleoducto: bulldozers, grúas, perforadoras y sidebooms, un cruce entre bulldozer y grúa que podía colocar un tramo de tubería en una zanja paralela a sus orugas. Como la mayor parte del equipo pesado no tenía calefacción, se asignaban seis operarios a cada pieza, lo que permitía descansos frecuentes. Un chiste popular en el oleoducto era que la única cualificación para ser operario era: "Debe ser capaz de sentarse en un sideboom a 40 bajo cero y no congelarse" Más en serio, un obrero escribió que no había nada más aterrador que estar en una zanja y que un operario borracho o inexperto manejara la tubería que se estaba colocando en la zanja.

### Obreros
El Sindicato Internacional de Trabajadores representaba al grueso de la mano de obra menos cualificada del proyecto. Los obreros, como se les conocía comúnmente, realizaban la mayoría de los trabajos ocasionales del proyecto: excavaban zanjas en zonas inaccesibles para la maquinaria pesada, perforaban agujeros para los soportes verticales del oleoducto, esparcían grava, trituraban rocas y trasladaban suministros a mano.El sindicato Local 942 de Fairbanks era el grupo de trabajadores más destacado del proyecto y, dado que no se requería ninguna cualificación especial para los puestos que cubría, atrajo a la mayoría de las personas que vinieron a Alaska específicamente para el proyecto del oleoducto. Como dijo un trabajador, eran personas que "simplemente buscaban la forma más fácil posible de pasar el día".
Como los obreros tenían más solicitantes que puestos disponibles, el proceso para conseguir un trabajo en el oleoducto a través del Local 942 de los obreros era de varios niveles. Había varios niveles de elegibilidad, en función de la antigüedad de cada persona. Los afiliados de nivel A eran los primeros en elegir trabajo, pero tenían que haber trabajado al menos 800 horas con el sindicato el año anterior. Los afiliados de nivel B debían haber trabajado entre 100 y 800 horas con el sindicato. Los afiliados del nivel C debían tener al menos dos años de experiencia fuera de Alaska o haber residido en Alaska al menos un año. El nivel D era para todos los demás, y rara vez se conseguía trabajo.Eso no impidió que la gente lo intentara. A las 11 de la mañana del 1 de enero de 1974, poco antes de que se firmara el derecho de paso del oleoducto, más de 100 personas pasaron la noche frente a la oficina de Fairbanks del Sindicato de Obreros, esperando la primera opción de trabajo cuando abriera la oficina.

### La vida en el oleoducto
La vida durante el proyecto de construcción del oleoducto se caracterizaba por largas jornadas, malas condiciones y un entretenimiento limitado compensado por excelentes prestaciones y salarios. A cada trabajador se le entregaba un pequeño folleto con las 23 normas del campamento, pero las normas (que incluían no beber alcohol ni fumar) se incumplían con frecuencia y se convertían en el blanco del humor burlón.
En los alojamientos, el ambiente era similar al de una residencia universitaria. Se proporcionaban servicios de limpieza y lavandería, pero los alojamientos eran pequeños y había poco entretenimiento. Las emisiones de televisión se retrasaban dos días debido a la necesidad de transportar las cintas desde California, y la mayoría de los trabajadores tenían que desarrollar sus propias formas de entretenimiento. En invierno, algunos esquiaban o hacían turismo; en verano, iban de excursión. En general, sin embargo, se disponía de poco tiempo para el ocio debido a las largas jornadas de trabajo de la mayoría de la gente.
En los primeros años del proyecto, los trabajadores solían comer costillas de primera, filetes y otros manjares exóticos, gracias a un contrato de coste incrementado entre los preparadores de la comida y los subcontratistas. En años posteriores, estos contratos de coste incrementado se sustituyeron y la cocina institucional y los almuerzos en cajas pasaron a ser habituales, pero la comida del proyecto seguía siendo apreciada por muchos trabajadores. En cuanto se construyó la carretera de acarreo, más tarde llamada autopista Dalton, la comida y las horas extra de algunos sindicatos cambiaron. La construcción de la autopista corrió a cargo de los gobiernos federal y estatal y se suponía que debía ser de coste incrementado. Se acabaron las noches de filetes una o dos veces por semana y desaparecieron las colas de langosta australiana. La Hermandad Internacional de Trabajadores de la Electricidad (IBEW) LU 1547 fue uno de los sindicatos que cambió las horas extraordinarias de los domingos de tiempo doble a tiempo y medio al terminar la carretera.
En 1976, el salario medio de los trabajadores oscilaba entre 11 y 18 dólares por hora, dependiendo del puesto. Con semanas laborales de entre 70 y 84 horas semanales de media, el problema para muchos trabajadores era qué hacer con tanto dinero extra. El camionero Jerry Thornhill, un trabajador típico, escribió a la revista Money pidiendo consejo. Thornhill detalló un salario de 57.000 dólares al año en una época en la que los miembros del Congreso ganaban 42.500 dólares anuales, los jugadores profesionales de fútbol americano una media de 40.000 dólares y el vicepresidente de EE. UU. Nelson Rockefeller ganaba 62.500 dólares.Las grandes cantidades de dinero en los campos de tuberías y la falta de entretenimiento provocaban frecuentes partidas de juego que a veces implicaban decenas de miles de dólares. En lugar de apostar, otros trabajadores ahorraban su dinero para unas vacaciones de un mes a Hawái u otros climas cálidos, y luego volvían al trabajo sin dinero restante.

## Colocación de tuberías

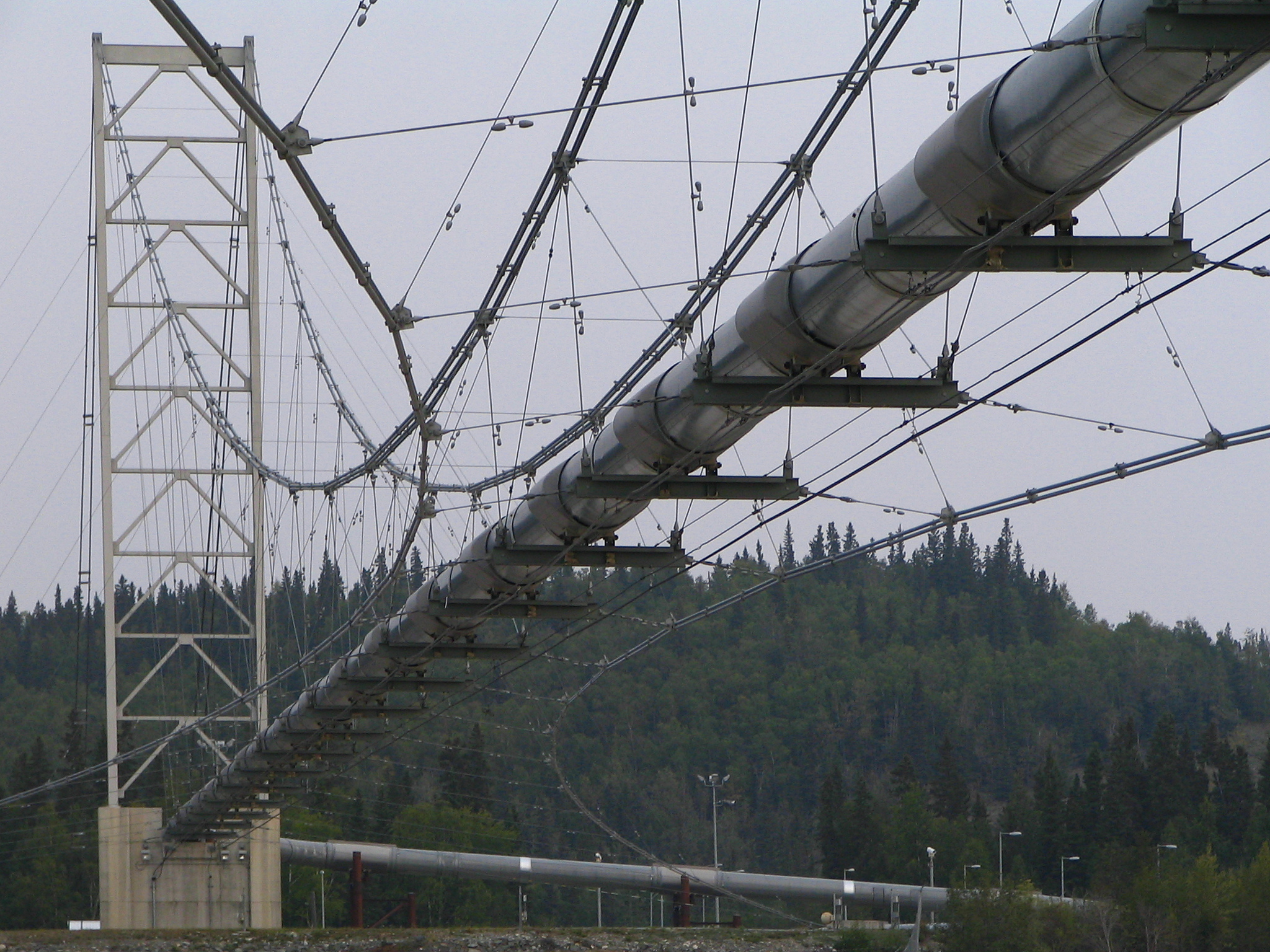
El oleoducto cruza el río Tanana por un puente al norte de Delta Junction

El primer tramo del oleoducto Trans-Alaska se tendió el 27 de marzo de 1975 en el río Tonsina. Antes de la ceremonia se soldaron y recubrieron de hormigón varios tramos de tubería de 40 pies. Doce plataformas laterales (excavadoras con grúas laterales) levantaron 580 m de tubería, que se colocó en una zanja excavada perpendicularmente al lecho del río. Las excavadoras rellenaron la zanja con grava, restaurando el contorno original del río. Este proceso se repitió unos kilómetros más al sur, donde la tubería cruzaba el río Tonsina. A finales de abril, se construyeron los primeros 550 m de tubería elevada en la misma zona.
En 1975, el primer año de tendido de tuberías, Alyeska se fijó el objetivo de completar el 45% de la ruta de 800 millas, que no se trazaría en línea recta, ya que se preveía que los cruces de ríos llevarían más tiempo que las partes del oleoducto en tierra firme. Las obras de las estaciones de bombeo y de la terminal marítima de Valdez, que habían comenzado en otoño de 1974, también tardarían más que el tendido de tuberías. Por el contrario, los trabajos en estos dos proyectos podían continuar durante el invierno, cuando el tendido de tuberías no podía llevarse a cabo debido a la congelación del suelo.

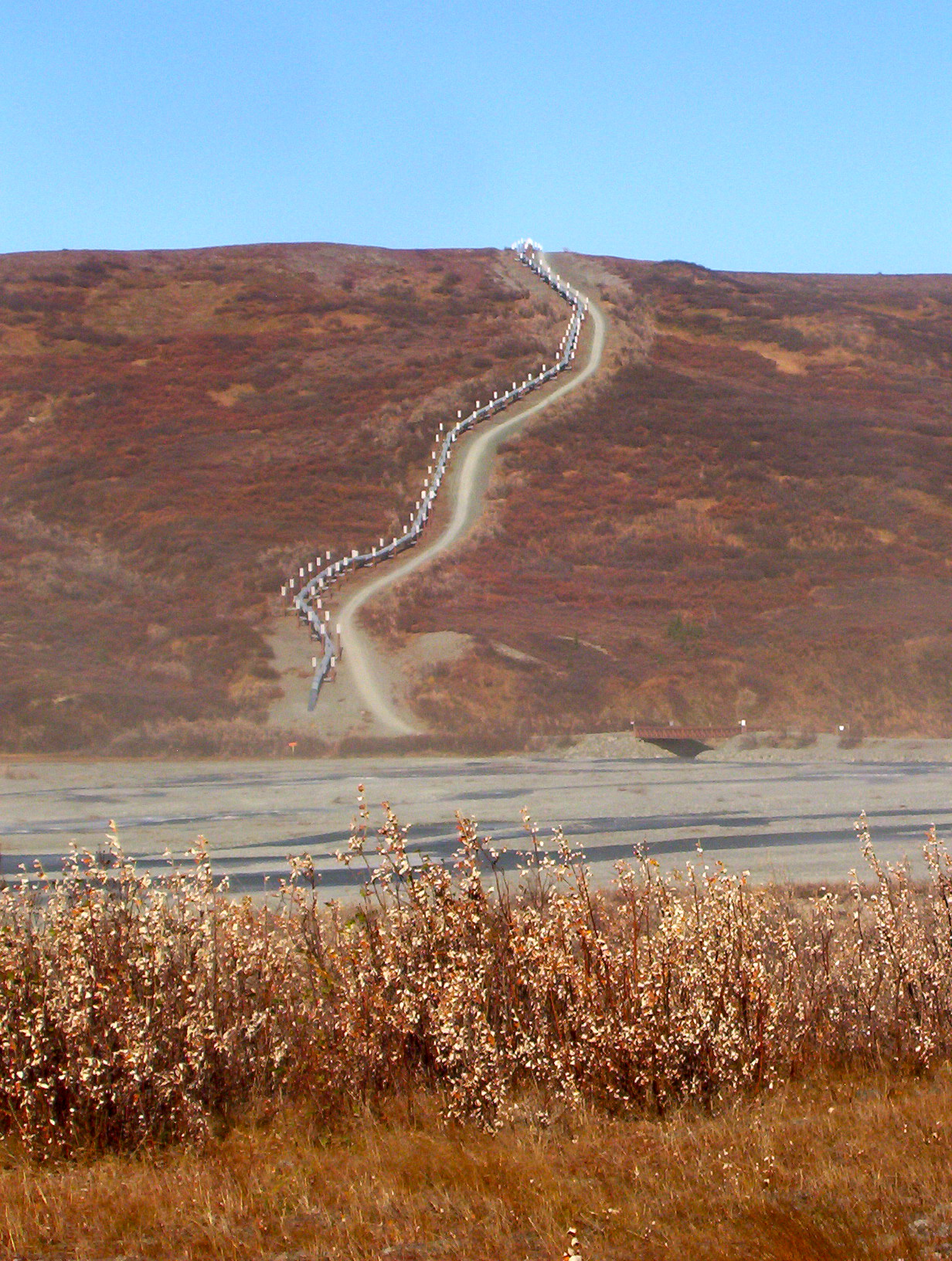
El oleoducto discurre bajo este cauce, emergiendo para cruzar una cresta en la orilla opuesta. También es visible la carretera de acceso para la inspección de la tubería

El tendido de tuberías requirió varias fases. En primer lugar, hubo que despejar el derecho de paso con motosierras, excavadoras y raspadoras que siguieron la ruta aproximada trazada por los topógrafos iniciales. A continuación, otro grupo de topógrafos e ingenieros determinó si el oleoducto podía instalarse en el lugar previsto o si debía trasladarse debido al permafrost, el terreno blando u otros factores. Los funcionarios de vigilancia estatales y federales, en colaboración con los ingenieros, podían dar el visto bueno para desplazar el trazado del oleoducto hasta 60 metros a derecha o izquierda para evitar obstáculos.
Una vez finalizado el trazado, se utilizaron barrenas y taladradoras para perforar los agujeros que servirían de cimientos a los soportes verticales que sostendrán la tubería. Estos agujeros se perforan y rellenaron con una mezcla de agua, grava y tierra antes de colocar un VSM en cada uno de ellos.
Debido a la congelación del suelo, la grava y la tierra se congelaron como el hormigón, sellando los VSM en su lugar. Los VSM se colocaron en paralelo, de dos en dos, y cada uno tenía un descanso semicircular para los segmentos de tubería. Éstos se transportaban en segmentos de 40 u 80 pies mediante grúa o pluma lateral hasta el lugar adecuado, se bajaban a su sitio y se soldaban. Las soldaduras eran inspeccionadas con rayos X por ingenieros de control de calidad que seguían a los soldadores.
La construcción avanzó bajo la dirección de Frank Moolin Jr., un ingeniero que había trabajado en proyectos de refinerías en Singapur y en la construcción del sistema de tránsito rápido de la zona de la bahía antes de ser nombrado director principal del proyecto. Moolin se hizo famoso por su ética de trabajo y su estilo de trabajo duro. Se decía de él que era el primero en llegar a la oficina y el último en marcharse al final de la jornada. La revista Engineering News-Record afirmó: "Exige una dedicación total, diciendo: 'Tu mujer ha tenido un bebé; ¿y qué?", cuando le nombró Hombre del Año del sector de la construcción en 1976.Para estimular el progreso del oleoducto, puso en marcha el "Sorteo Alyeska", en el que cada uno de los cinco contratistas que trabajaban en el oleoducto se comparaba con los demás en función de la parte de su parte que terminaban a tiempo.En su decisión más importante, canceló el contrato de Bechtel como contratista de gestión porque consideraba que la empresa añadía demasiada burocracia entre Alyeska y los contratistas del oleoducto. Un historiador calificó posteriormente la decisión de "una de las derrotas más humillantes" de la historia de Bechtel.
En octubre, la nieve y el frío paralizaron la mayor parte del tendido del oleoducto. El empleo pasó de 12.000 trabajadores en primavera a más de 21.000 en verano y bajó a 7.000 en Navidad. Alyeska calculaba que el tendido del oleoducto se había completado en un 50%: Se habían soldado y colocado 630 km de tuberías. Pero los trabajos en las estaciones de bombeo y en Valdez se retrasaron; el proyecto en su conjunto sólo se había completado en un 35% si se tenían en cuenta las bombas.

## Acelerar la construcción
Durante el invierno de 1975-1976, Moolin se declaró insatisfecho con los progresos, pero prometió mejoras. "Hemos aprendido muchísimo". Este año (1975) ha sido una operación de esfuerzo personal. Para aprovechar esa "máxima eficacia", Moolin fijó un ambicioso objetivo para las obras de 1976: "Esperamos tener toda la línea instalada, aislada e hidroprobada para el 1 de noviembre", dijo en enero. Ese objetivo era ambicioso, porque la mayor parte del trabajo que se había hecho hasta entonces era en llanuras aluviales y terreno llano. Aún quedaban por abordar difíciles proyectos de construcción en Atigun Pass y Keystone Canyon. "En algunas zonas nos comimos el pastel el año pasado", dijo Moolin.
Aunque el invierno paralizó todos los trabajos de tendido de tuberías en el derecho de paso, las obras en las estaciones de bombeo y en Valdez continuaron sin parar.En la estación de bombeo 1, en Prudhoe Bay, se alcanzaron temperaturas inferiores a -57 °C (-70 °F), pero las obras continuaron. Como la estación de bombeo era el punto de origen del oleoducto principal, también tenía que procesar las líneas de alimentación procedentes de los pozos petrolíferos. El campamento de la estación de bombeo tenía una población de 270 trabajadores durante el invierno, y alcanzaba su máximo en verano con 430 trabajadores.

### Polémica sobre la soldadura

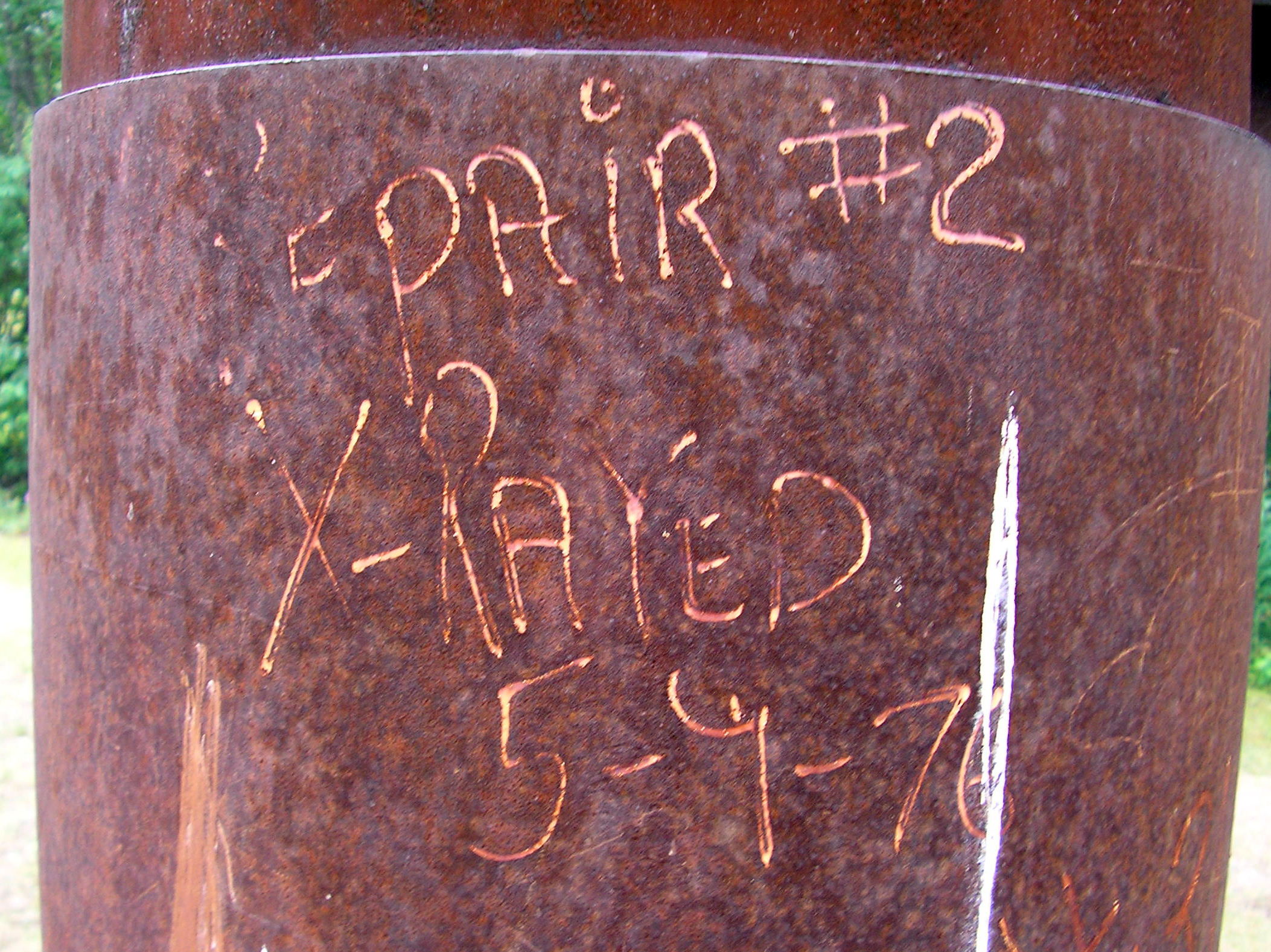
Los grabados en un soporte vertical de una tubería indican que los inspectores de control de calidad han radiografiado una soldadura cercana

Mientras el tiempo se calentaba y se reanudaron los trabajos en el oleoducto principal, los administradores de Alyeska se vieron ocupados por una controversia sobre las soldaduras del oleoducto que se habían realizado el año anterior. En septiembre de 1975, un antiguo empleado de Ketchbaw Industries presentó una demanda contra la empresa alegando que había sido despedido por no participar en una conspiración para falsificar las radiografías de control de calidad de las soldaduras del oleoducto. El proceso llevaba mucho tiempo y los procedimientos de control de calidad iban siempre por detrás de los soldadores.
A finales de 1975, Alyeska rescindió el contrato con Ketchbaw y asumió la responsabilidad de analizar las radiografías de las soldaduras. Sin embargo, la controversia continuó, ya que la demanda de Kelley siguió adelante, un directivo de Ketchbaw fue hallado muerto por envenenamiento con cianuro y se robaron fotografías de las soldaduras en un campamento de construcción de una estación de bombeo.Alyeska inició una revisión de las 30.800 soldaduras que se habían realizado en 1975 y presentó su informe al Departamento de Interior en abril de 1976. En mayo, presentó su análisis técnico y un informe sobre los trabajos de reparación en curso. La revisión produjo una lista de 3.955 soldaduras cuestionables -el 10% de los trabajos de 1975.
Alyeska informó de que alrededor de la mitad eran de poca importancia como para afectar al funcionamiento del oleoducto, pero que había más de mil soldaduras que podían ser peligrosas. Reexaminar las soldaduras sería extremadamente difícil, ya que esas secciones del oleoducto estaban selladas (y en muchos casos enterradas). En julio, el Congreso de EE. UU. empezó a celebrar audiencias sobre los problemas de soldadura. El Presidente Gerald Ford envió un equipo a Alaska para supervisar y examinar el trabajo de Alyeska. Siguiendo las recomendaciones de este equipo y para evitar nuevas investigaciones, Alyeska empezó a reparar las soldaduras por su cuenta. En septiembre, más de 3.000 de las soldaduras dudosas se habían rehecho o certificado como seguras. Alyeska solicitó exenciones para las 612 soldaduras restantes, lo que dio lugar a más audiencias. A finales de noviembre, sólo quedaban 34 soldaduras en cuestión. El jefe del equipo de Ford ordenó desenterrar y rehacer 31 de las soldaduras. Sólo se concedieron exenciones para las otras tres soldaduras, todas ellas enterradas a 5,2 m bajo el río Koyukuk, al sur de la cordillera Brooks. La prueba de la integridad de esas tres soldaduras cuestionables pero inaccesibles se evaluó mediante una solución única en la Sección Cinco al norte de la cordillera Brooks. A ambos lados del río Sagavanirktok, se cortó la tubería aérea y se instalaron ventiladores de 48 pulgadas para hacer circular el aire.A continuación, un equipo de 12 hombres e inspectores montados en trineos con ruedas tirados por un cortacésped John Deere modificado entró en la tubería. Durante el paso se contaron las soldaduras. Tras llegar a la soldadura dudosa bajo el río Sagavanirktok, se tomó una ecografía del interior de la tubería. A continuación, el equipo salió de la tubería por el lado opuesto y el ultrasonido se llevó de vuelta al campamento para su evaluación. Alyeska estimó en 55 millones de dólares el coste total de rehacer las soldaduras.

### Atigun, Keystone y Sag River

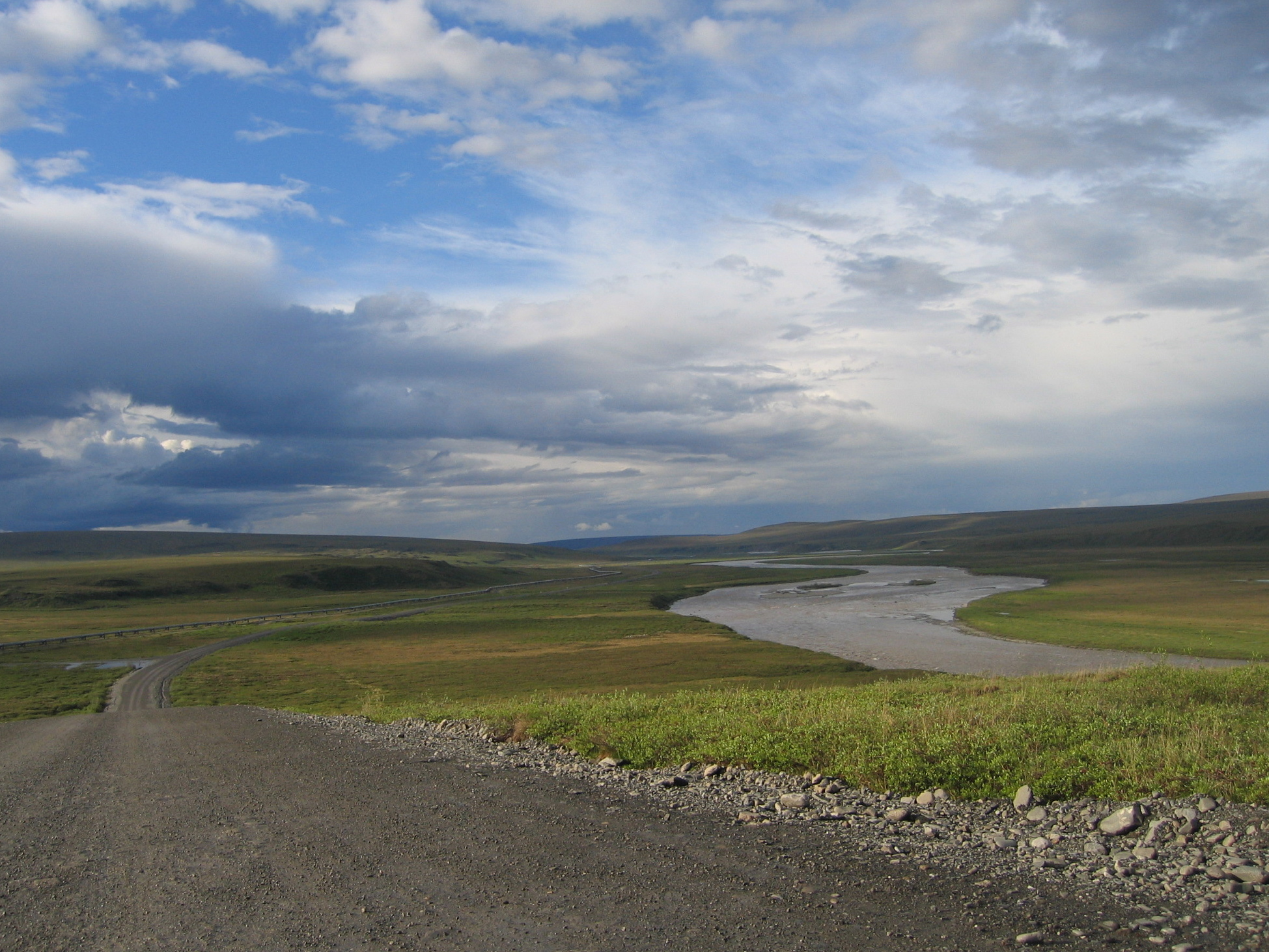
La parte del oleoducto situada bajo el río Sagavanirktok, que se ve aquí, causó problemas a los trabajadores de la construcción.

Muchas de las soldaduras sospechosas de ser defectuosas se encontraban en el tramo cinco del proyecto de construcción del oleoducto, los 320 km más septentrionales. En esta zona también se encontraban dos de los principales problemas surgidos durante la temporada de construcción de 1976: El paso de Atigun y el río Sagavanirktok (también conocido como río Sag). La tubería se había tendido en una zanja bajo el río a finales del otoño de 1975. Como se había tendido tan tarde en la estación, el material de relleno de la zanja se había congelado y fue imposible rellenar la zanja sumergida que contenía la tubería. El deshielo de primavera inundó el río y golpeó la parte sumergida de la tubería. En junio, la maltrecha tubería se soltó de sus amarras y un tramo de 518 m (1.700 pies) de tubería recubierta de hormigón flotó hasta la superficie del río. Dado que los trabajos de reparación interferirían con la migración del salvelino ártico, el Departamento de Caza y Pesca de Alaska sólo concedió 24 horas para el proyecto. Tras preparar el lugar, sólo se tardó cuatro horas en cavar una zanja de sustitución, soldar y colocar una tubería en la zanja y rellenar ésta.
En el paso de Atigun, al sur del río Sag, los trabajadores tuvieron que enfrentarse a una serie de retos diferentes. En 1975, los topógrafos descubrieron que el paso estaba lleno de permafrost y suelos glaciares. Pero como el paso es escenario de frecuentes avalanchas, no era posible construir una tubería elevada. La solución fue diseñar una zanja reforzada y aislada por la que tender la tubería. El resultado fue una caja de hormigón de 1,83 km de largo revestida con 53 cm de espuma de poliestireno. El problema era construirlo antes de que nevara por primera vez en octubre.
En el extremo opuesto del oleoducto, justo al norte de Valdez, los ingenieros se enfrentaron a las dificultades que planteaba el cañón de Keystone. El cañón era la única ruta hacia Valdez, pero estaba ocupado por la autopista Richardson y el río Lowe; no había espacio disponible para la tubería. La única solución era evitar el cañón construyendo la tubería a través de las montañas Chugach y en el borde del cañón. El trabajo invernal se vio imposibilitado por los más de 760 cm de nieve que cayeron en el invierno de 1975-1976 y, cuando la nieve se derritió, los obreros tuvieron que ingeniárselas para subir una pendiente del 60% y luego tender la tubería. Se construyó una planta de trituración de rocas en el borde del cañón para evitar tener que transportar grava por la empinada pendiente, pero los problemas persistieron.Hubo que modificar una excavadora para que pudiera transportar tramos de tubería de 20,4 metros por la pendiente, pero incluso así, la mayoría de los tramos y el equipo tuvieron que ser transportados en helicóptero hasta el borde del cañón. En el cercano paso de Thomson hubo que emplear técnicas similares, y ambos tramos requirieron toda la temporada de construcción de 1976.

### Estaciones de bombeo y terminal marítima

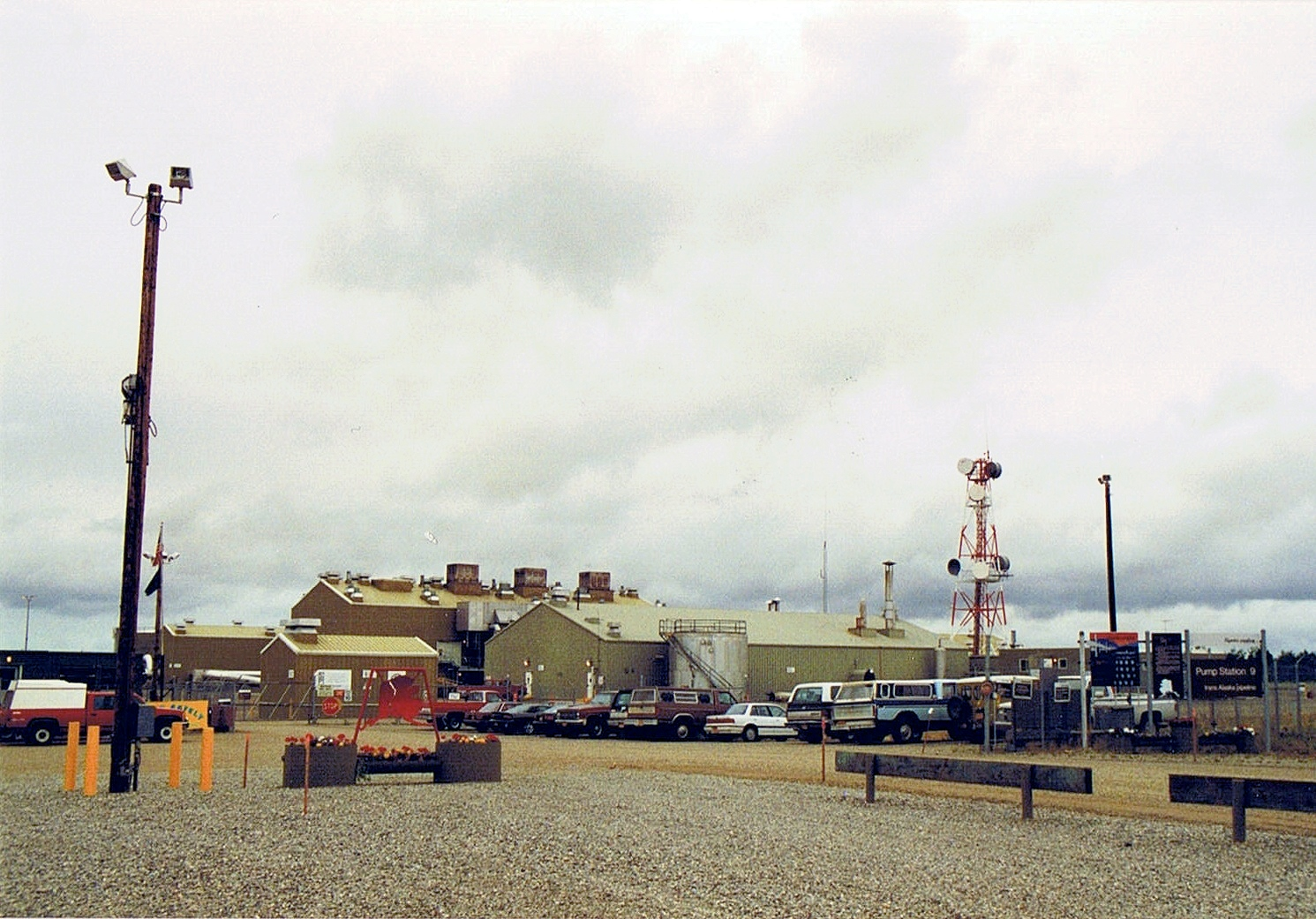
Estación de bombeo 9 vista en 1994.

Los trabajos en las estaciones de bombeo y en la terminal marítima, que no se habían detenido durante el invierno, continuaron a lo largo de la temporada de construcción de 1976. La estación de bombeo 6, justo al sur del río Yukón, tuvo que ser rediseñada después de que la excavación revelara la existencia de permafrost. Cinco estaciones de bombeo necesarias en el arranque (cuando el rendimiento era menor) recibieron sus bombas, turbinas y tuberías. Una vez terminadas, las estaciones de bombeo se sometieron a pruebas hidrostáticas, en las que se llenaron de agua partes de las tuberías y se sometieron a presiones superiores a las condiciones de funcionamiento previstas. Tras estas pruebas, las cinco estaciones de bombeo iniciales se desconectaron del oleoducto principal y se hizo circular petróleo por ellas en un bucle continuo. "Es muy parecido a un coche nuevo", dice un trabajador. "Se conduce durante diez días para que los componentes que vayan a fallar tengan tiempo de hacerlo" No se impulsó la construcción de más estaciones de bombeo, que no serían necesarias hasta que el oleoducto alcanzará su plena capacidad.
En Valdez, las obras habían concluido en dos tercios en septiembre, cuando 4.200 trabajadores se apresuraron a terminar la terminal marítima. Debido a la tierra suelta encontrada en la obra, hubo que construir enormes muros de contención para asegurar el suelo bajo algunas de las 58 estructuras que se terminaron a finales de año. Durante la primera semana de noviembre, atracó el primer barco en los muelles recién construidos de Valdez. No se trataba de un petrolero, sino de un barco que traía más material de construcción. En diciembre, se envió la primera señal desde el centro de operaciones de Valdez -donde se habían instalado dos nuevos ordenadores de control- a la estación de bombeo 2, en el talud norte.
Aunque el proyecto avanzó hacia su finalización en 1976, no se cumplió el objetivo de Moolin de tener toda la tubería instalada, aislada y probada para el invierno. La última sección de la tubería principal se soldó el 6 de diciembre, pero no se probó toda la tubería antes de que llegara el invierno. A finales de 1976, el proyecto se había completado en un 92%. La tubería estaba terminada en un 97,5%, las estaciones de bombeo en un 92% y la terminal marítima en un 83%. Como la terminal era la parte más rezagada del proyecto, su equipo de trabajo continuó trabajando durante el invierno y en 1977.

## Finalización de la línea

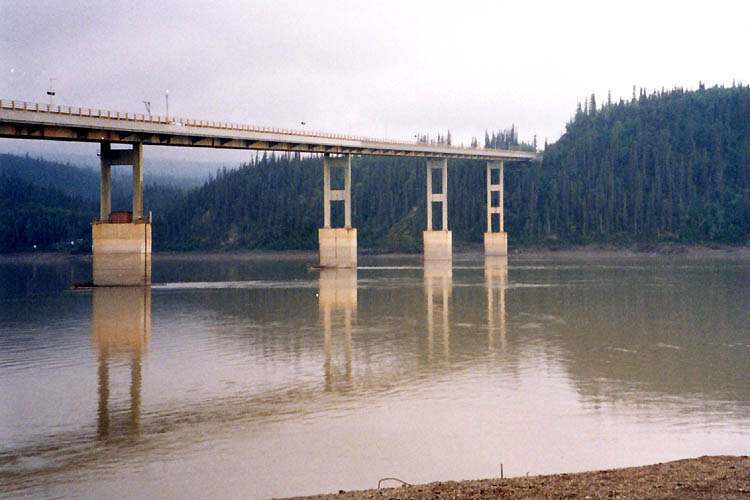
El puente E. L. Patton sobre el río Yukón no se terminó hasta octubre de 1979.

Quedaban pocas tareas por completar cuando comenzó la temporada de construcción de 1977. La mayoría de las estaciones de bombeo habían sido entregadas al personal de explotación por los obreros de la construcción, y la mitigación y limpieza medioambiental estaban en pleno apogeo mientras Alyeska reparaba los daños causados en la tundra por la construcción. A Associated-Green, que había realizado bien sus tareas de construcción, se le asignó el trabajo de terminar los últimos retoques de la tubería principal. Se realizaron las últimas 160 millas de pruebas hidrostáticas, se completaron 33 soldaduras de reparación y se aislaron 45 millas de tuberías, entre otras tareas. Como el ritmo de construcción era mucho más lento que en 1976, se necesitaron menos trabajadores. En el punto álgido de las obras de 1977 trabajaban menos de 11.000 personas, aproximadamente la mitad que en 1976. El 31 de mayo se realizó la última soldadura de la tubería.
Aún quedaban otras tareas por completar, pero el oleoducto pudo ponerse en funcionamiento sin ellas. El puente E. L. Patton sobre el río Yukón, de 700 m (2.290 pies), no se terminó hasta octubre de 1979;hasta entonces, el tráfico utilizaba una serie de transbordadores que cruzaban el río. Entre 1977 y 1980 se construyeron estaciones de bombeo adicionales, a medida que aumentaba el flujo de petróleo.

### Limpieza de campamentos
Como parte de la Ley de Autorización del Oleoducto Trans-Alaska, se exigió a Alyeska que eliminara la mayor parte de los vestigios de los 31 campamentos de construcción del oleoducto. Siete campamentos cerraron en noviembre de 1976. y otros seis antes de que comenzara la temporada de construcción de 1977. En total, se pusieron a la venta 20 campamentos. Uno de ellos se vendió a la Universidad de Alaska para utilizarlo como centro de investigación ártica, mientras que otro se transformó en parada de camiones y motel.
Además de retirar sus campamentos, Alyeska también tuvo que deshacerse de la maquinaria pesada utilizada para construir el oleoducto. En enero de 1977, Alyeska puso a la venta más de 20.000 equipos. El New York Times calificó la subasta de los equipos sobrantes como "una de las mayores ventas de la historia".

## Puesta en marcha del TAPS
En abril de 1977, Alyeska notificó su intención de empezar a llenar el oleoducto en algún momento entre el 20 de junio y el 1 de julio. Los ingenieros tuvieron que enfrentarse a varios problemas a la hora de llenar el oleoducto. El primero era la necesidad de equilibrar las temperaturas: Lleno de aire, el oleoducto de acero estaba a unos 20 °F (-7 °C) grados. El petróleo que salía de los pozos de la bahía de Prudhoe tenía más de 49 °C (120 °F) grados, y existía el peligro de que, si se introducía antes del calentamiento intermedio, el oleoducto se agrietara debido a la dilatación térmica. El segundo problema surgió cuando hubo que purgar el aire del oleoducto para reducir el peligro de incendio o explosión. Normalmente, el oleoducto se llena primero de agua, y el petróleo empuja el agua por delante, purgando el oleoducto a medida que avanza. En Alaska se temía que el agua se congelara en el oleoducto y lo dañara. Este problema se resolvió cuando se utilizó nitrógeno a presión en lugar de agua.
El 20 de junio de 1977, se presuriza con nitrógeno la primera sección del oleoducto y se introdujo petróleo por detrás. Debido a la fría temperatura del oleoducto y a la lentitud con que se introducía el petróleo, el primer crudo tardó 31 días en viajar de Prudhoe a Valdez. "A medida que el petróleo se enfría, se vuelve más espeso", explicó un trabajador. "Al principio, nuestro petróleo tenía una viscosidad muy parecida a la del asfalto". Otro problema se planteó cuando el petróleo se desplazó ladera abajo desde el paso de Atigun. Para evitar una situación en la que el frente de petróleo pudiera ganar impulso por la pendiente descendente y chocar rápidamente contra una sección del oleoducto o una bomba y dañarla, se utilizaron válvulas reguladoras para reducir la velocidad a la que podía avanzar el nitrógeno que precedía al petróleo. Este procedimiento se utilizó en las otras pendientes descendentes en el arranque.
A medida que el petróleo avanzaba por el oleoducto, era seguido por una serie de inspectores que recorrían la ruta del oleoducto para asegurarse de que el peso del petróleo no provocaba el asentamiento del oleoducto ni creaba problemas en los puentes al pasar sobre ellos el peso desequilibrado del frente de petróleo. A este primer equipo de inspección le siguió un segundo, y otros patrullaron el oleoducto con regularidad a medida que el frente de petróleo pasaba por la línea.El primer petróleo llegó a Valdez el 28 de julio de 1977, a las 11:02 p. m.El petróleo estaba a sólo 7 °C (45 °F), pero se fue calentando gradualmente a medida que el sistema alcanzaba un equilibrio térmico.Tras la puesta en marcha inicial, se pretendía que la tubería funcionara de forma continua. Dijo un ingeniero: "Pondremos en marcha este oleoducto una vez... Permanecerá en funcionamiento para siempre... siendo 'para siempre' la vida del yacimiento petrolífero".
La puesta en marcha no estuvo exenta de incidentes. El 4 de julio se detectó una fuga de nitrógeno en el punto kilométrico 489,2. El flujo de petróleo se interrumpió durante tres días mientras los trabajadores reparaban el codo de la tubería que se había agrietado debido a la diferencia de temperatura entre la tubería y el nitrógeno sobreenfriado. El flujo de petróleo se detuvo durante tres días mientras los trabajadores reparaban un codo de la tubería que se agrietó debido a la diferencia de temperatura entre la tubería y el nitrógeno sobreenfriado.El 8 de julio, el petróleo fluyó a través de una bomba de cierre en la estación de bombeo 8 mientras los trabajadores sustituían un filtro. El aerosol resultante se mezcló con el aire ambiente y se incendió por una chispa perdida. Un trabajador murió y otros cinco resultaron heridos en la explosión resultante, que también provocó el cierre de la estación hasta marzo de 1978. El 19 de julio, un accidente con maquinaria pesada provocó la rotura de una tubería por la que se filtraron 1.800 barriles diarios (290 m³/d) de petróleo.
El proceso de puesta en marcha y la construcción en su conjunto finalizaron el 1 de agosto de 1977, cuando el petrolero ARCO Juneau zarpó de Valdez con la primera carga de petróleo procedente del Sistema de Oleoductos Trans-Alaska.

## Coste
Cuando el grupo TAPS propuso inicialmente el gasoducto en 1969, el coste propuesto era de 900 millones de dólares, y el gasoducto estaría terminado en 1972. En enero de 1970, el coste previsto había aumentado de 900 millones de dólares a 2.000 millones de dólares. En octubre de 1973, Alyeska afinó aún más sus cifras y anticipó un coste de entre 3.100 y 3.500 millones de dólares. Un año después, Alyeska dio a conocer su estimación de costes más detallada hasta ese momento: 5.982 millones de dólares. En junio de 1975, esa cifra había vuelto a aumentar hasta los 6.400 millones de dólares. En aquel momento, se calculó que 3.000 millones de dólares del aumento de costes hasta ese momento se debían a la inflación, mientras que otros 2.000 millones se debían a los costes medioambientales.En julio de 1976, en medio del segundo año de construcción, el coste del proyecto se elevó a 7.700 millones de dólares. Según Alyeska, el aumento se debió a los costes de materiales y fletes, a las reparaciones necesarias en tramos de tubería mal construidos y a las estimaciones de imprevistos.
El coste final de construcción se cifró en 8.000 millones de dólares, pero esta cifra no incluye los intereses de los préstamos ni el coste de las mejoras y reparaciones posteriores a 1977. Sólo la terminal marítima de Valdez costó 1.400 millones de dólares. El porcentaje del oleoducto en manos de varias empresas ha cambiado con el tiempo, pero en 2009, el principal propietario era BP, que controla el 46,93% del oleoducto. En segundo lugar está ConocoPhillips Transportation Alaska Inc. con el 28,29 por ciento, seguida en orden por ExxonMobil (20,34 por ciento), Koch Alaska Pipeline Company (1,36 por ciento).
El oleoducto también ha tenido un coste humano. Treinta y dos trabajadores de Alyeska o de empresas contratistas murieron durante el proyecto de construcción.
Desde que el oleoducto comenzó a funcionar en 1977, 10 personas han muerto mientras trabajaban para Alyeska o uno de sus contratistas.

### Video
- Armstrong, John. Pipeline Alaska. Pelican Films, 1977.
- Davis, Mark. The American Experience: The Alaska Pipeline. PBS, Temporada 18, Episodio 11. 24 de abril de 2006.
- World's Toughest Fixes: Alaska Oil Pipeline. National Geographic Channel. Temporada 2, Episodio 10. 20 de agosto de 2009.